# Protoneobisium biocovense
Espèce
Synonymes
- Obisium biocovense Müller, 1931

Parobisium biocovense est une espèce de pseudoscorpions de la famille des Neobisiidae.

## Distribution
Cette espèce est endémique de Croatie. Elle se rencontre à Makarska dans des grottes sur le mont Biokovo.

## Description
Les mâles mesurent de 5,62 à 6,465 mm et les femelles de 6,67 à 6,79 mm.

## Systématique et taxinomie
Cette espèce a été décrite sous le protonyme Obisium biocovense par Müller en 1931. Elle est placée dans le genre Neobisium par Beier en 1939 puis dans le genre Protoneobisium par Ćurčić en 1988.

## Étymologie
Son nom d'espèce, composé de biocov[o] et du suffixe latin -ense, « qui vit dans, qui habite », lui a été donné en référence au lieu de sa découverte, la Biokovo Planina.

## Publication originale
- Müller, 1931 : Nuovi pseudoscorpioni cavernicoli appartenenti al sottogenere Blothrus Schioedte (diagnosi preliminari). Bollettino della Società Entomologica Italiana, vol. 63, p. 125-127.